# エステルハージの聖母
『エステルハージの聖母』（エステルハージのせいぼ、伊: La Madonna Esterhazy, 洪: Az Esterházy Madonna）として知られる『聖母子と幼児の洗礼者聖ヨハネ』（せいぼしとようじのせんれいしゃせいヨハネ、英: Virgin and Child with the Young Saint John the Baptist）は、イタリアの盛期ルネサンスの巨匠ラファエロ・サンツィオが1508年頃に制作した絵画である。油彩。小さな作品で、本作品の名はハンガリーの貴族ニコラウス・エステルハージのコレクションであったことに由来している。未完成ではあるが保存状態は良好である。現在はブダペスト国立西洋美術館に所蔵されている。またウフィツィ美術館には本作品の習作素描が所蔵されている。

## 作品
ラファエロは牧歌的な風景の中でひざまずいた聖母マリアと岩の上に座った幼子キリストを描いている。幼児の姿をした洗礼者聖ヨハネもまた聖母の隣にひざまずいているが、右手に持った紙片を熱心に調べている。画面右の幼子キリストは洗礼者聖ヨハネの持つ紙片を指さしながら身を乗り出しており、聖母マリアも息子が岩から転がり落ちないように支えながら洗礼者聖ヨハネのほうを見つめている。背景には古代ローマのネルウァのフォルムの遺跡が見える。様式的に本作品はラファエロのフィレンツェ時代後期、あるいはローマ時代初期に位置づけられている。この時期のラファエロはしばしば聖母子画の中に洗礼者ヨハネを導入し、姿勢によってそれぞれの登場人物の内面を表現し、また人物間のつながりを模索した。注目されるのは聖母の複雑な身体の動きであり、身を乗り出した幼児キリストを支えようとする回転運動に対し、聖母の頭部はそれとは反対の方向に回転しており、なおかつこれらの人物像を聖母を中心とするピラミッド型の構図にまとめ上げている。このような構想はレオナルド・ダ・ヴィンチの芸術に対する深い研究によって学び取ったものである。また聖母の姿勢は古代彫刻『しゃがむヴィーナス』（Crouching Venus）のレオナルド・ダ・ヴィンチの解釈から発展しており、それに対して洗礼者ヨハネのポーズはミケランジェロ・ブオナローティが『聖家族』（La Sacra Famiglia con san Giovannino）で描いた幼児イエスを着想源としている。

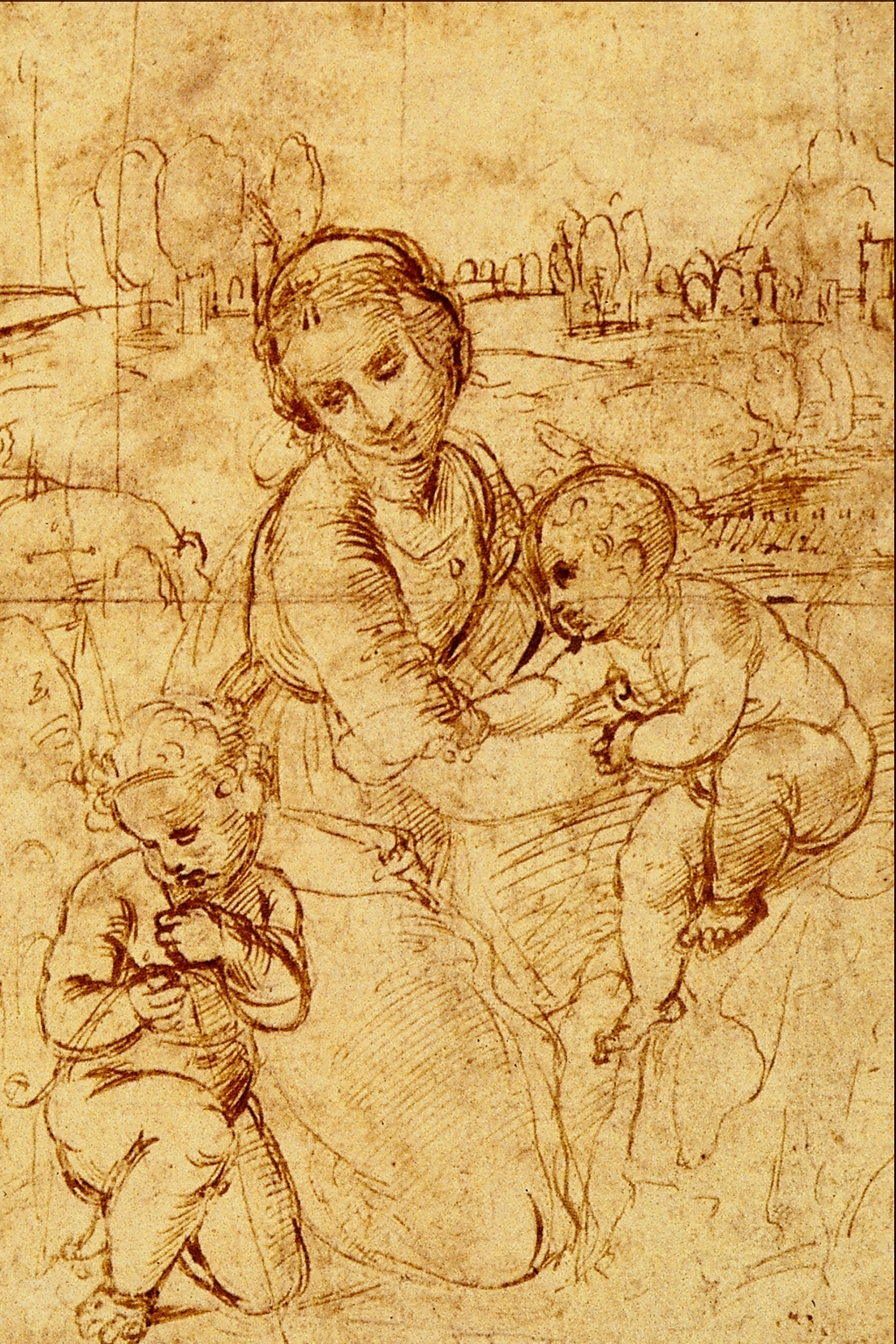
ウフィツィ美術館に所蔵されている準備素描。

本作品は未完成であるため、ラファエロの制作過程を垣間見ることができ、特に肌の部分は下絵を確認することができる。本作品とウフィツィ美術館の習作素描の人物像はほぼ正確に対応しているが、習作素描にネルウァのフォルムの遺跡は描かれておらず、後から追加された要素であることが分かる。ラファエロは習作素描の中心軸をわずかに左側にずらして板絵の中心軸としており、また板絵の画面左側を14mm拡張し、より大きく広がった背景左側にネルウァのフォルムの遺跡を描き込んでいる。
習作素描は人物像に沿って転写用の穴が開けられており、原寸大下絵として用いられている。また習作素描の表面に確認できるスタイラスによって引かれた各種の線は、ラファエロがウルビーノ時代に習得したと思われる数学的技法に基づいて入念な素描を行ったことを示している。

## 来歴
本作品の制作経緯や発注主、および初期の所有者については不明である。現在知られている最古の所有者はローマ教皇クレメンス11世であり、絵画の裏面に残された碑文によると、クレメンス11世は神聖ローマ皇帝カール3世の妻エリザベート・クリスティーネ・フォン・ブラウンシュヴァイク＝ヴォルフェンビュッテルに贈っており、その後、エリザベートは絵画をヴェンツェル・アントン・フォン・カウニッツ伯爵に贈ったという。ニコラウス・エステルハージが本作品を購入したのはカウニッツの死後であり、1812年にはコレクションに加えられていた。後にエステルハージ家はコレクションの売却を余儀なくされ、1870年にハンガリー政府に売却した。売却されたコレクションは本作品を含む絵画630点、素描3500点、版画50000点で構成され、ブダペスト国立西洋美術館のコレクションの中核を成している。

## 盗難事件
1983年11月、ブダペスト国立西洋美術館からラファエロの2作品『エステルハージの聖母』と『若い男の肖像』（Portrait of a Young Man）を含むイタリア絵画の名品7点が、イタリア人とハンガリー人で構成された窃盗グループによって盗まれた。当時『エステルハージの聖母』は2,000万ドルの価値があると見なされ、窃盗事件による被害総額は10億436万フォリントと推定された。ハンガリーの新聞はこの出来事を大きく捉え、今世紀最大の盗難事件として報道した。国際刑事警察機構（インターポール）はすぐに捜査に加わり、翌1984年に窃盗犯は全員逮捕され、イタリアの国家治安警察隊によって本作品を含むすべての絵画がギリシャの放棄された修道院から回収された。しかし窃盗グループに犯行を命じたとされるギリシャの企業家とその兄弟については、事件に関与した証拠は発見されなかった。絵画は輸送と保管に問題があったため損傷を受けたものの、美術館に返還された。2019年にはこの事件を扱ったドキュメンタリー映画『オペレーション・ブダペスト』（Operation Budapest）がジルベルト・マルティネッリ（Gilberto Martinelli）とアンナ・ナジ（Anna Nagy）の監督で製作された。

## ギャラリー

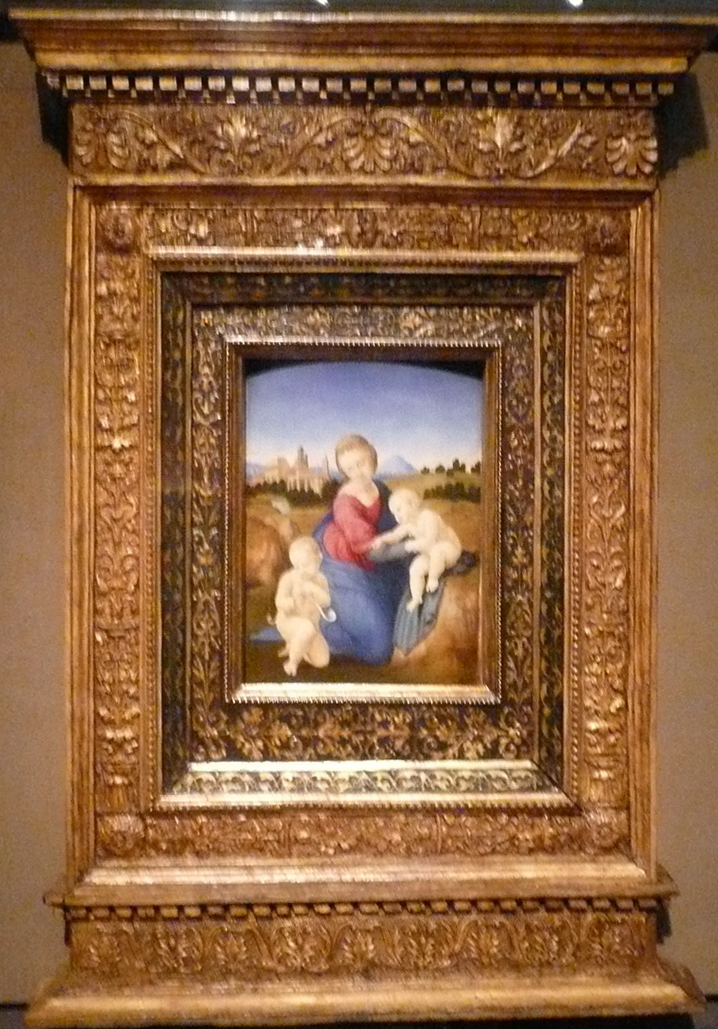
額縁
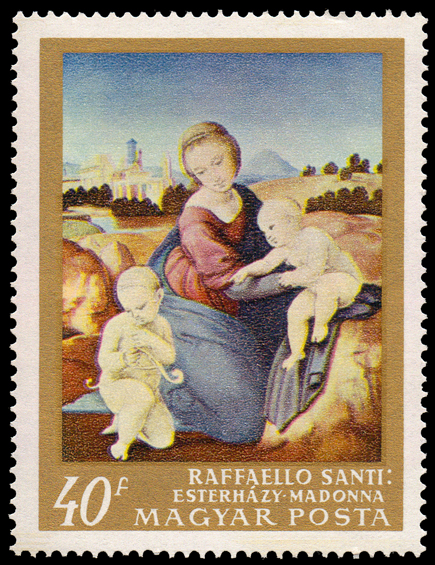
1968年12月10日発行のハンガリーの切手
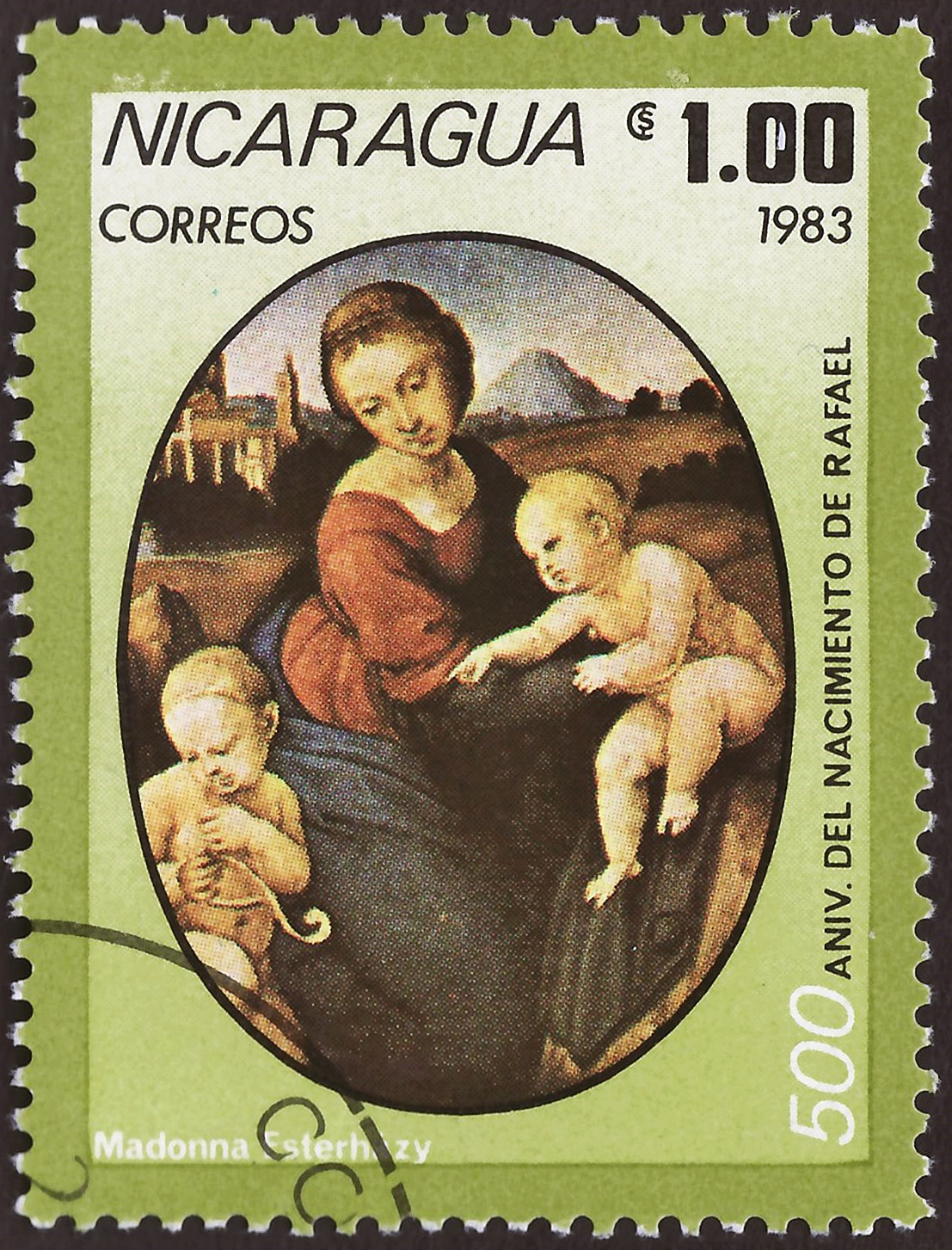
1983年9月15日発行のニカラグアの切手
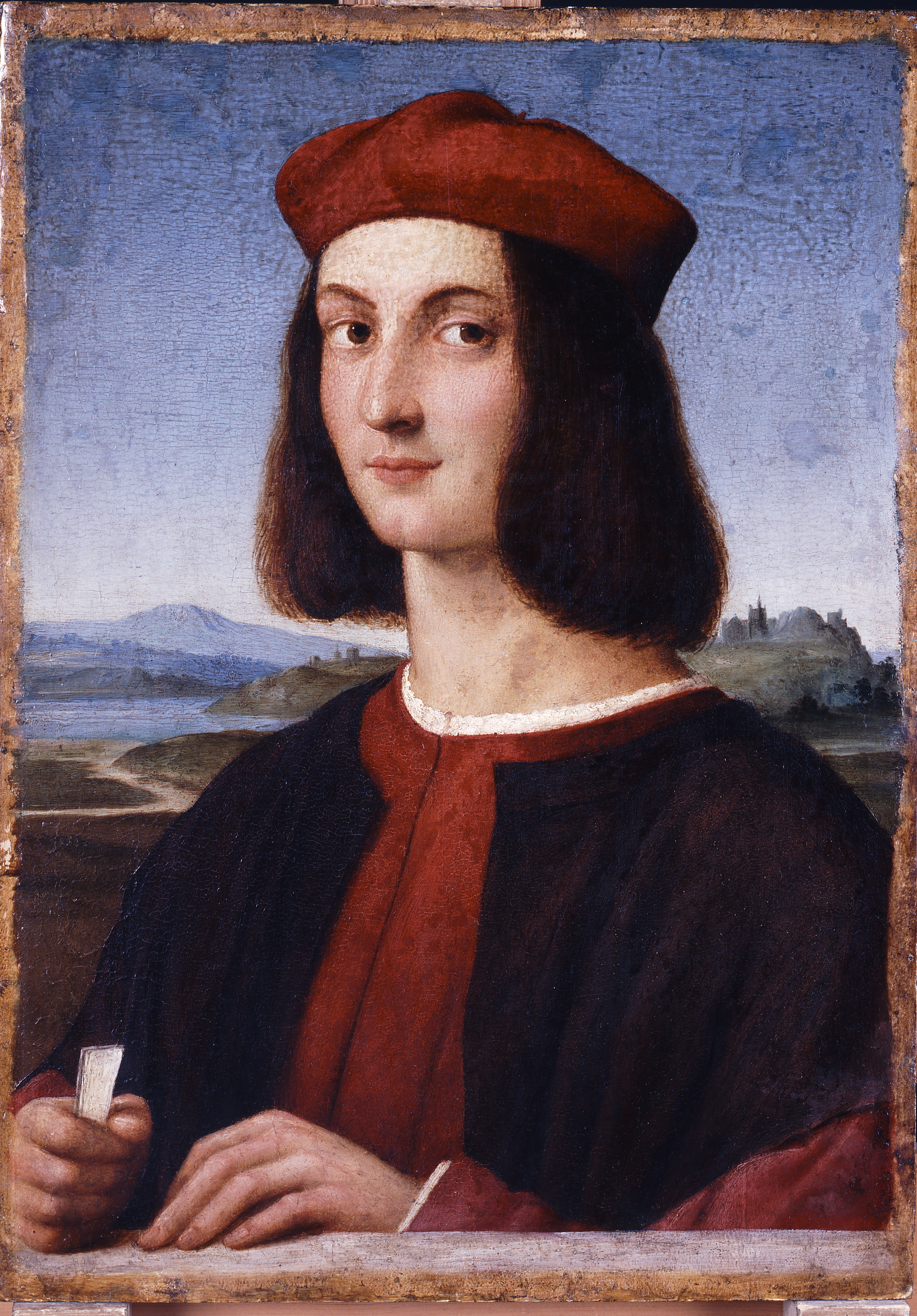
ラファエロ・サンツィオ『若い男の肖像』1503年-1504年 ブダペスト国立西洋美術館所蔵